# Gaston Jean Baptiste de Cominges
Gaston Jean Baptiste hrabia de Cominges (ur. 1613, zm. 1670) – gubernator Saumur, francuski dyplomata.
W roku 1657 kardynał Mazarini, którego Cominges był protegowanym, wysłał go z misją dyplomatyczną do Portugalii. Miał on przekonywać Portugalczyków, by wspomagali francuskie oddziały przeciw Hiszpanom. Został odwołany z powrotem do Paryża w lutym 1659 roku.
W latach 1662–1665 był francuskim ambasadorem w Londynie. Mieszkał w tym czasie w tzw. Exeter House na londyńskim Strandzie. W tych latach starał się (zgodnie z zaleceniami Ludwika XIV) uzależniać króla Anglii Karola II Stuarta od Francji pod względem finansowym (królowi stale brakowało pieniędzy na wydatki dworu, a parlament niechętnie przyznawał środki). O hrabim wielokrotnie wspomina Samuel Pepys w swych pamiętnikach. 